# Александър Сумароков
Александър Петрович Сумароков (на руски: Александр Петрович Сумароков) (25 ноември 1717 – 12 октомври 1777) е руски поет и драматург, известен като създател на класическия театър в Русия. Той и Михаил Ломоносов поставят началото на класицизма в руската литература.

## Биография
Роден в дворянско семейство, Сумароков получава образование в Кадетското училище в Петербург. Там отблизо се запознава с френските маниери за общуване. Александър е първият човек в Русия избрал професията на писател, което му е спечелило и неофициалното прозвище Баща на руската литература. Изборът му да стане писател по никакъв начин не променя позицията му в семейната йерархия; неговият внук става граф и дори век след измирането на фамилията Сумароков принц Феликс Юсупов избира да се нарича граф Сумароков-Елстон.
Сумароков пише редовно и по много, главно в онези литературни жанрове, пренебрегвани от Ломоносов. Най-важната част от творчеството му остават пиесите му, сред които Корев (1749), която е считана за първата оригинална руска драма. Сумароков също така ръководи първия постоянен театър в Русия, който бил разположен в Петербург. Там той работи с едни от първите руски актьори Фьодор Волков и Иван Димитревски. Голяма част от пиесите на Сумароков използват като сюжет събития от руската история, старо-руски легенди или заимстват идеи от пиеси на Шекспир. Според някои руски критици като Мирский известността на пиесите на Сумароков поставяни още докато е жив се дължала предимно на актьорите, като стойността на самата литературна творба била по-скоро несъществена.
Извън-театралното му творчество също не бива да се пренебрегва. Неговите басни са първия опит в жанр, който в Русия ще добие особена популярност. Сатирата му, която в някои случаи имитира способите на популярната поезия, е изпълена с остроумни и колоритни нападки срещу управлението и служителите на закона. Песните му, от всички негови произведения, продължават да привличат вниманието на ценителите на поезия. Те се отличават с една удивителна метрична изобретателност и оригинална мелодичност. Поезията му като изцяло пасва в рамките на класическата любовна поезия. Поетичните му творби проправят път на множество руски поети.
Александър Сумароков е известен и като страстен почитател на Волтер, като по неговите собствени думи двамата известно време поддържали кореспонденция чрез писма. Суетен и стеснителен, Сумароков считал себе си за смесица между Жан Расин и самия Волтер. Сумароков бил известен като доста докачлив, избухлив и дребнав човек. Прословутата негова взискателност чудесно се уравновесявала със спокойното достойнство на Ломоносов, допринасяйки за утвърждаването на писателската дейност в руското общество.